# Grand Prix d'été de combiné nordique 2011
Navigation
2010 2012
L'édition 2011 du Grand Prix d'été de combiné nordique s'est déroulée du 27 août au 3 septembre 2011, en cinq épreuves disputées sur trois sites différents. Elle a été remportée par le tenant du titre, l'Allemand Johannes Rydzek, devant deux de ses compatriotes.
Les deux premières épreuves ont eu lieu en Allemagne, plus précisément en Saxe, à Oberwiesenthal, dans les monts métallifères près de la frontière tchèque. La troisième épreuve s'est déroulée de l'autre côté de cette frontière, à Liberec, et les deux dernières en Allemagne, à Oberstdorf (Bavière).
| \| Oberwiesenthal Liberec Oberstdorf \| Les trois sites de compétition |
| Oberwiesenthal Liberec Oberstdorf                                      |

## Calendrier
| Date                | Type d'épreuve                      | Nombre de partants | Nombre de nations représentées | Vainqueur        | Deuxième         | Troisième           | Leader du Grand Prix |
| 1-2. Oberwiesenthal |                                     |                    |                                |                  |                  |                     |                      |
| 27 août 2011        | Épreuve individuelle HS 106 / 10 km | 68                 | 15                             | Eric Frenzel     | Björn Kircheisen | Johannes Rydzek     | Eric Frenzel         |
| 28 août 2011        | Penalty race HS 106 / 10 km         | 66                 | 14                             | Johannes Rydzek  | Jan Schmid       | Bill Demong         | Johannes Rydzek      |
| 3. Liberec          |                                     |                    |                                |                  |                  |                     |                      |
| 31 août 2011        | Gundersen HS 134 / 10 km            | 66                 | 15                             | Christoph Bieler | Bernhard Gruber  | Magnus Krog         |                      |
| 4-5. Oberstdorf     |                                     |                    |                                |                  |                  |                     |                      |
| 2 septembre 2011    | Épreuve individuelle HS 137 / 10 km | 62                 | 14                             | Eric Frenzel     | Johannes Rydzek  | Björn Kircheisen    |                      |
| 3 septembre 2011    | Épreuve individuelle HS 137 / 10 km | 62                 | 14                             | Johannes Rydzek  | Björn Kircheisen | Jason Lamy Chappuis | Johannes Rydzek      |

## Palmarès
| Rang | Athlète             | Points |
| ---- | ------------------- | ------ |
| 1.   | Johannes Rydzek     | 390    |
| 2.   | Björn Kircheisen    | 280    |
| 3.   | Eric Frenzel        | 269    |
| 4.   | Christoph Bieler    | 234    |
| 5.   | Jason Lamy Chappuis | 217    |
| 6.   | Magnus Krog         | 164    |
| 6.   | Sébastien Lacroix   | 164    |
| 8.   | Bernhard Gruber     | 151    |
| 9.   | Alessandro Pittin   | 147    |
| 10.  | François Braud      | 139    |